# Élections cantonales de 1895 en Ille-et-Vilaine
Les élections cantonales françaises de 1895 ont eu lieu les 28 juillet et 4 août 1895.

## Assemblée départementale sortante
| Parti                                   | Sigle   | Élus |
| --------------------------------------- | ------- | ---- |
| Républicains (24 sièges)                |         |      |
| Opportuniste                            | Prog.   | 19   |
| Radical                                 | Rad.    | 3    |
| Républicain libéral                     | Rép.lib | 2    |
| Monarchistes (19 sièges)                |         |      |
| Monarchiste                             | Légit.  | 19   |
| Président du conseil général            |         |      |
| Théophile Roger-Marvaise (Opportuniste) |         |      |

## Assemblée départementale élue
| Parti                                   | Sigle   | Élus  |
| --------------------------------------- | ------- | ----- |
| Républicains (28 sièges)                |         |       |
| Opportuniste                            | Prog.   | 22 ↑3 |
| Radical                                 | Rad.    | 4 ↑1  |
| Républicain libéral                     | Rép.lib | 2 =   |
| Monarchistes (15 sièges)                |         |       |
| Monarchiste                             | Monar.  | 15    |
| Président du conseil général            |         |       |
| Théophile Roger-Marvaise (Opportuniste) |         |       |

## Résultats pour le conseil général

### Arrondissement de Rennes

#### Canton de Rennes-Nord-Est
Edgard Le Bastard (Radical) élu depuis 1877 est mort le 28 juin 1892. Vincent Morcel (Opportuniste) est élu lors de la partielle qui suit.
|          | Vincent Morcel * | Opportuniste | 1 596 | 68,06 |  |  |
|          |                  |              |       |       |  |  |
| Inscrits | Inscrits         | Inscrits     | 5 581 |       |  |  |
| Votants  | Votants          | Votants      | 2 345 | 42,02 |  |  |
| Exprimés | Exprimés         | Exprimés     | 1 835 | 78,25 |  |  |

*sortant

#### Canton de Rennes-Sud-Est
L'élection en 1889 de Georges Boulanger (Boulangiste) est annulée.
René Le Hérissé (Radical-Boulangiste) est élu lors de la partielle qui suit.
|          | René Le Hérissé * | Radical    | 2 241 | 77,01 |  |  |
|          | Pierre Beaupérin  | Socialiste | 556   | 19,11 |  |  |
|          |                   |            |       |       |  |  |
| Inscrits | Inscrits          | Inscrits   | 5 208 |       |  |  |
| Votants  | Votants           | Votants    | 2 970 | 57,03 |  |  |
| Exprimés | Exprimés          | Exprimés   | 2 910 | 97,98 |  |  |

*sortant

#### Canton de Châteaugiron
|          | Pierre Barbot * | Opportuniste | 1 611 | 90,56 |  |  |
|          |                 |              |       |       |  |  |
| Inscrits | Inscrits        | Inscrits     | 2 457 |       |  |  |
| Votants  | Votants         | Votants      | 1 779 | 72,41 |  |  |
| Exprimés | Exprimés        | Exprimés     | 1 663 | 93,48 |  |  |

*sortant

#### Canton de Janzé
Jean-Marie Gaultier, maire de Janzé n'est pas candidat.
|          | Paul Carron *       | Monarchiste  | 1 925 | 85,86 |  |  |
|          | Jean-Marie Gaultier | Opportuniste | 117   | 5,56  |  |  |
|          |                     |              |       |       |  |  |
| Inscrits | Inscrits            | Inscrits     | 3 379 |       |  |  |
| Votants  | Votants             | Votants      | 2 242 | 66,35 |  |  |
| Exprimés | Exprimés            | Exprimés     | 2 105 | 93,89 |  |  |

*sortant

#### Canton de Mordelles
|          | Paul de Farcy * | Monarchiste | 1 247 | 97,12 |  |  |
|          |                 |             |       |       |  |  |
| Inscrits | Inscrits        | Inscrits    | 1 938 |       |  |  |
| Votants  | Votants         | Votants     | 1 284 | 66,25 |  |  |
| Exprimés | Exprimés        | Exprimés    | 1 268 | 98,75 |  |  |

*sortant

### Arrondissement de Saint-Malo

#### Canton de Saint-Malo
|          | Émile Fontan * | Monarchiste | 1 679 | 87,81 |  |  |
|          |                |             |       |       |  |  |
| Inscrits | Inscrits       | Inscrits    | 3 308 |       |  |  |
| Votants  | Votants        | Votants     | 1 912 | 57,80 |  |  |
| Exprimés | Exprimés       | Exprimés    | 1 743 | 91,16 |  |  |

*sortant

#### Canton de Châteauneuf-d'Ille-et-Vilaine
|          | Pierre Lainé              | Opportuniste | 1 124 | 52,66 |  |  |
|          | Mathurin Guibert (fils) * | Monarchiste  | 1 068 | 47,30 |  |  |
|          |                           |              |       |       |  |  |
| Inscrits | Inscrits                  | Inscrits     | 3 135 |       |  |  |
| Votants  | Votants                   | Votants      | 2 266 | 72,28 |  |  |
| Exprimés | Exprimés                  | Exprimés     | 2 258 | 99,65 |  |  |

*sortant

#### Canton de Dinard
L'élection de Maurice de Villebresme (Monarchiste) par 26 voix en 1889 a été annulée. Louis Lhôtellier (Opportuniste) a été élu de 9 voix lors de la partielle qui a suivi en 1890, mais cette nouvelle élection a elle aussi été annulée.
En 1891 Louis Lhôtellier a été réélu avec une marge de 480 voix.
|          | Louis Lhôtellier * | Opportuniste | 1 124 | 52,99 |  |  |
|          | Alphonse Ollivier  | Opportuniste | 985   | 46,44 |  |  |
|          |                    |              |       |       |  |  |
| Inscrits | Inscrits           | Inscrits     | 3 523 |       |  |  |
| Votants  | Votants            | Votants      | 2 172 | 61,65 |  |  |
| Exprimés | Exprimés           | Exprimés     | 2 121 | 97,65 |  |  |

*sortant

#### Canton de Dol-de-Bretagne
Auguste Lejomptel (Opportuniste) élu depuis 1876 meurt en 1891. Pierre Flaux (Opportuniste) est élu lors de la partielle qui suit.
|          | Pierre Flaux * | Opportuniste | 2 766 | 98,72  |  |  |
|          |                |              |       |        |  |  |
| Inscrits | Inscrits       | Inscrits     | 4 356 |        |  |  |
| Votants  | Votants        | Votants      | 2 802 | 64,33  |  |  |
| Exprimés | Exprimés       | Exprimés     | 2 802 | 100,00 |  |  |

*sortant

#### Canton de Tinténiac
|          | Ange Aubrée           | Opportuniste | 1 428 | 56,07 |  |  |
|          | Charles de Lorgeril * | Monarchiste  | 1 628 | 43,62 |  |  |
|          |                       |              |       |       |  |  |
| Inscrits | Inscrits              | Inscrits     | 3 037 |       |  |  |
| Votants  | Votants               | Votants      | 2 560 | 84,29 |  |  |
| Exprimés | Exprimés              | Exprimés     | 2 547 | 99,49 |  |  |

*sortant

### Arrondissement de Fougères

#### Canton de Fougères-Nord
|          | Pierre-Marie Frain de La Villegontier * | Monarchiste | 2 730 | 87,30 |  |  |
|          |                                         |             |       |       |  |  |
| Inscrits | Inscrits                                | Inscrits    | 4 983 |       |  |  |
| Votants  | Votants                                 | Votants     | 3 127 | 62,75 |  |  |
| Exprimés | Exprimés                                | Exprimés    | 2 924 | 93,51 |  |  |

*sortant

#### Canton d'Antrain
Marie-Joseph Delafosse (Monarchiste) élu depuis 1889 ne se représente pas.
François de Guiton n'est pas candidat.
|          | Gaston Martin-Métairie   | Radical     | 2 631 | 86,35 |  |  |
|          | Marie-Joseph Delafosse * | Monarchiste | 195   | 6,74  |  |  |
|          | François de Guiton       | Monarchiste | 81    | 2,80  |  |  |
|          |                          |             |       |       |  |  |
| Inscrits | Inscrits                 | Inscrits    | 4 447 |       |  |  |
| Votants  | Votants                  | Votants     | 2 434 | 54,73 |  |  |
| Exprimés | Exprimés                 | Exprimés    | 2 385 | 97,99 |  |  |

*sortant

#### Canton de Saint-Aubin-du-Cormier
|          | Jean-Baptiste Divel * | Opportuniste | 2 596 | 89,16 |  |  |
|          |                       |              |       |       |  |  |
| Inscrits | Inscrits              | Inscrits     | 2 750 |       |  |  |
| Votants  | Votants               | Votants      | 1 790 | 65,09 |  |  |
| Exprimés | Exprimés              | Exprimés     | 1 710 | 95,53 |  |  |

*sortant

### Arrondissement de Vitré

#### Canton de Vitré-Est
|          | Ivan Hay des Nétumières * | Monarchiste | 2 198 | 93,53 |  |  |
|          |                           |             |       |       |  |  |
| Inscrits | Inscrits                  | Inscrits    | 3 330 |       |  |  |
| Votants  | Votants                   | Votants     | 2 350 | 70,57 |  |  |
| Exprimés | Exprimés                  | Exprimés    | 2 260 | 96,17 |  |  |

*sortant

#### Canton d'Argentré-du-Plessis
|          | Henri de Sallier-Dupin * | Monarchiste | 2 179 | 99,18 |  |  |
|          |                          |             |       |       |  |  |
| Inscrits | Inscrits                 | Inscrits    | 3 199 |       |  |  |
| Votants  | Votants                  | Votants     | 2 197 | 68,68 |  |  |
| Exprimés | Exprimés                 | Exprimés    | 2 184 | 99,41 |  |  |

*sortant

#### Canton de La Guerche-de-Bretagne
Félix Trochu n'est pas candidat.
|          | Fernand Després * | Monarchiste | 2 304 | 92,61 |  |  |
|          | Félix Trochu      | Sillon      | 130   | 5,23  |  |  |
|          |                   |             |       |       |  |  |
| Inscrits | Inscrits          | Inscrits    | 3 821 |       |  |  |
| Votants  | Votants           | Votants     | 2 588 | 67,73 |  |  |
| Exprimés | Exprimés          | Exprimés    | 2 488 | 96,16 |  |  |

*sortant

### Arrondissement de Redon

#### Canton de Redon
Charles de Trogoff du Boisguézennec (Monarchiste) élu depuis 1889 ne se représente pas.
|          | Maurice de Poulpiquet du Halgouët | Monarchiste | 2 090 | 54,78 |  |  |
|          | Étienne Gascon                    | Radical     | 1 715 | 44,95 |  |  |
|          |                                   |             |       |       |  |  |
| Inscrits | Inscrits                          | Inscrits    | 4 927 |       |  |  |
| Votants  | Votants                           | Votants     | 3 829 | 77,72 |  |  |
| Exprimés | Exprimés                          | Exprimés    | 3 815 | 99,63 |  |  |

*sortant

#### Canton de Guichen
Pierre Martin (Monarchiste) est mort en 1894.
Jules Diéras (Opportuniste) est élu lors de la partielle qui suit.
|          | Jules Diéras * | Opportuniste | 2 270 | 89,35 |  |  |
|          |                |              |       |       |  |  |
| Inscrits | Inscrits       | Inscrits     | 4 288 |       |  |  |
| Votants  | Votants        | Votants      | 2 654 | 61,89 |  |  |
| Exprimés | Exprimés       | Exprimés     | 2 625 | 98,91 |  |  |

*sortant

#### Canton de Maure-de-Bretagne
|          | Louis de la Vigne * | Monarchiste | 1 783 | 93,16 |  |  |
|          |                     |             |       |       |  |  |
| Inscrits | Inscrits            | Inscrits    | 2 889 |       |  |  |
| Votants  | Votants             | Votants     | 1 914 | 66,25 |  |  |
| Exprimés | Exprimés            | Exprimés    | 1 854 | 96,87 |  |  |

*sortant

### Arrondissement de Montfort

#### Canton de Montfort-sur-Meu
|          | Ernest Juguet * | Monarchiste | 2 187 | 84,70 |  |  |
|          |                 |             |       |       |  |  |
| Inscrits | Inscrits        | Inscrits    | 3 870 |       |  |  |
| Votants  | Votants         | Votants     | 2 582 | 66,72 |  |  |
| Exprimés | Exprimés        | Exprimés    | 2 329 | 90,20 |  |  |

*sortant

#### Canton de Montauban-de-Bretagne
Pierre Guillard n'est pas candidat.
|          | Paul de Guéheneuc de Boishüe * | Monarchiste  | 1 636 | 90,89 |  |  |
|          | Pierre Guillard                | Opportuniste | 101   | 5,61  |  |  |
|          |                                |              |       |       |  |  |
| Inscrits | Inscrits                       | Inscrits     | 2 486 |       |  |  |
| Votants  | Votants                        | Votants      | 1 950 | 78,44 |  |  |
| Exprimés | Exprimés                       | Exprimés     | 1 800 | 92,31 |  |  |

*sortant

#### Canton de Saint-Méen-le-Grand
|          | Léonard Drouet de Montgermont * | Monarchiste  | 1 477 | 53,65 |  |  |
|          | Joseph Brunot                   | Opportuniste | 1 274 | 46,28 |  |  |
|          |                                 |              |       |       |  |  |
| Inscrits | Inscrits                        | Inscrits     | 3 247 |       |  |  |
| Votants  | Votants                         | Votants      | 2 766 | 85,19 |  |  |
| Exprimés | Exprimés                        | Exprimés     | 2 753 | 99,53 |  |  |

*sortant

## Résultats pour les conseils d'arrondissements

### Arrondissement de Rennes

#### Canton de Rennes-Nord-Ouest
- Conseiller sortant : Frédéric Sacher (Opportuniste) élu depuis 1892 ne se représente pas.

| Candidats | Candidats       | Étiquette                  | Premier tour | Premier tour | Ballotage | Ballotage |  |
| Candidats | Candidats       | Étiquette                  | Voix         | %            | Voix      | %         |  |
| --------- | --------------- | -------------------------- | ------------ | ------------ | --------- | --------- |  |
|           | Jules Maniez    | Socialiste révolutionnaire | 1 029        | 46,29        | 889       | 43,30     |  |
|           | Fernand Clément | Socialiste réformiste      | 844          | 37,97        |           |           |  |
|           | Français Texier | Opportuniste               | -            | -            | 1 130     | 55,04     |  |
|           |                 |                            |              |              |           |           |  |
| Inscrits  | Inscrits        | Inscrits                   | 5 237        |              | 5 237     |           |  |
| Votants   | Votants         | Votants                    | 2 359        | 45,05        | 2 096     | 40,02     |  |
| Exprimés  | Exprimés        | Exprimés                   | 2 223        | 94,24        | 2 053     | 97,95     |  |

*sortant

#### Canton de Rennes-Sud-Ouest
- Conseiller sortant : Émile Martin (Opportuniste), élu depuis 1893 ne se représente pas.

- Jean Guy (Opportuniste) élu depuis 1885 décède le 11 novembre 1893. Lors de la partielle organisée pour le remplacer le 24 décembre 1893, Émile Martin (Opportuniste) est élu.

|          | Ambroise Moigne | Opportuniste               | 1 421 | 54,44 |  |  |  |
|          | H. Jugdé        | Socialiste révolutionnaire | 808   | 30,96 |  |  |  |
|          |                 |                            |       |       |  |  |  |
| Inscrits | Inscrits        | Inscrits                   | 5 005 |       |  |  |  |
| Votants  | Votants         | Votants                    | 2 708 | 54,11 |  |  |  |
| Exprimés | Exprimés        | Exprimés                   | 2 610 | 96,38 |  |  |  |

*sortant

#### Canton de Hédé
- Conseiller sortant : François Michel (Opportuniste), élu depuis 1880.

- Félix Aubrée (Opportuniste), élu depuis 1880 est mort en fin d'année 1892. Lors de la partielle du 15 janvier 1893 organisée pour le remplacer, François Michel (Opportuniste) est élu.

|          | François Michel * | Opportuniste | 2 026 | 99,07 |  |  |  |
|          |                   |              |       |       |  |  |  |
| Inscrits | Inscrits          | Inscrits     | 2 924 |       |  |  |  |
| Votants  | Votants           | Votants      | 2 045 | 69,94 |  |  |  |
| Exprimés | Exprimés          | Exprimés     | 2 029 | 99,22 |  |  |  |

*sortant

#### Canton de Liffré
- Conseiller sortant : Eugène Delahaye (Opportuniste), élu depuis 1875 ne se représente pas.

|          | Jean-Marie Chevrel | Opportuniste | 1 933 | 96,94 |  |  |  |
|          |                    |              |       |       |  |  |  |
| Inscrits | Inscrits           | Inscrits     | 2 765 |       |  |  |  |
| Votants  | Votants            | Votants      | 1 994 | 72,12 |  |  |  |
| Exprimés | Exprimés           | Exprimés     | 1 977 | 99,15 |  |  |  |

*sortant

#### Canton de Saint-Aubin-d'Aubigné
- Conseiller sortant : Pierre Doussin (Opportuniste), élu depuis 1889.

|          | Pierre Doussin * | Opportuniste | 3 002 | 97,56 |  |  |  |
|          |                  |              |       |       |  |  |  |
| Inscrits | Inscrits         | Inscrits     | 4 378 |       |  |  |  |
| Votants  | Votants          | Votants      | 3 077 | 70,28 |  |  |  |
| Exprimés | Exprimés         | Exprimés     | 3 041 | 98,83 |  |  |  |

*sortant

### Arrondissement de Saint-Malo

#### Canton de Cancale
- Conseiller sortant : François Le Méen (Opportuniste), élu depuis 1894.

- François Gaudeul (Monarchiste) élu depuis 1886 décède le 24 juin 1894. François Le Méen (Opportuniste) est élu lors de la partielle du 29 juillet 1894.

|          | François Le Méen *     | Opportuniste        | 1 506 | 58,46 |  |  |  |
|          | François Lecharpentier | Républicain libéral | 1 071 | 41,58 |  |  |  |
|          |                        |                     |       |       |  |  |  |
| Inscrits | Inscrits               | Inscrits            | 4 329 |       |  |  |  |
| Votants  | Votants                | Votants             | 2 579 | 59,58 |  |  |  |
| Exprimés | Exprimés               | Exprimés            | 2 576 | 99,88 |  |  |  |

*sortant

#### Canton de Combourg
- Conseiller sortant : François Rouxin (Opportuniste), élu depuis 1886.

|           | François Rouxin * | Opportuniste | 2 758 | 97,04  |  |  |  |
|           |                   |              |       |        |  |  |  |
| Inscrits  | Inscrits          | Inscrits     | 4 605 |        |  |  |  |
| Votants   | Votants           | Votants      | 2 842 | 61,72  |  |  |  |
| Exprimés  | Exprimés          | Exprimés     | 2 842 | 100,00 |  |  |  |
| * Sortant |                   |              |       |        |  |  |  |

#### Canton de Pleine-Fougères
- Conseiller sortant : Jean Leroy (Opportuniste), élu depuis 1892.

- Henri Richard (Opportuniste) élu depuis 1886 démissionne ou décède en 1892. La partielle pour le remplacer est organisée au même moment que le renouvellement triennal de cette année la, Jean Leroy (Opportuniste) y est élu.

|          | Jean Leroy * | Opportuniste | 2 243 | 95,41  |  |  |  |
|          |              |              |       |        |  |  |  |
| Inscrits | Inscrits     | Inscrits     | 4 113 |        |  |  |  |
| Votants  | Votants      | Votants      | 2 351 | 57,16  |  |  |  |
| Exprimés | Exprimés     | Exprimés     | 2 351 | 100,00 |  |  |  |

*sortant

#### Canton de Saint-Servan
- Conseiller sortant : Léonce Demalvilain (Opportuniste), élu depuis 1877 ne se représente pas.

|          | Gaston Busson | Opportuniste                 | 1 315 | 59,69 |  |  |  |
|          | Henri Colas   | Républicain libéral-Clérical | 888   | 40,31 |  |  |  |
|          |               |                              |       |       |  |  |  |
| Inscrits | Inscrits      | Inscrits                     | 3 425 |       |  |  |  |
| Votants  | Votants       | Votants                      | 2 252 | 65,75 |  |  |  |
| Exprimés | Exprimés      | Exprimés                     | 2 203 | 97,82 |  |  |  |

*sortant

### Arrondissement de Fougères
- Il doit y avoir au moins neuf conseillers par arrondissement, celui de Fougères ne comptant que six cantons, trois sièges sont ajoutés aux cantons les plus peuplés.

#### Canton de Fougères-Sud
- Conseiller sortant : Louis Durand (Monarchiste) et Alexis Lenoir (Monarchiste) qui ne se représente pas, élus depuis 1889.

|          | Louis Durand *       | Monarchiste  | 1 469 | 53,91 |  |  |  |
|          | René de La Guerrande | Monarchiste  | 1 430 | 52,48 |  |  |  |
|          |                      |              |       |       |  |  |  |
|          | Joseph Bûcheron      | Opportuniste | 1 245 | 45,69 |  |  |  |
|          | Albert Haslé         | Opportuniste | 1 235 | 45,32 |  |  |  |
|          |                      |              |       |       |  |  |  |
| Inscrits | Inscrits             | Inscrits     | 3 966 |       |  |  |  |
| Votants  | Votants              | Votants      | 2 814 | 70,95 |  |  |  |
| Exprimés | Exprimés             | Exprimés     | 2 725 | 96,84 |  |  |  |

*sortant

#### Canton de Louvigné-du-Désert
- Conseiller sortant : Alexandre Despas (Opportuniste), élu depuis 1881 ne se représente pas.

|          | Frédéric Duhamel | Opportuniste | 2 176 | 94,73 |  |  |  |
|          |                  |              |       |       |  |  |  |
| Inscrits | Inscrits         | Inscrits     | 3 318 |       |  |  |  |
| Votants  | Votants          | Votants      | 2 297 | 69,23 |  |  |  |
| Exprimés | Exprimés         | Exprimés     | 2 176 | 94,73 |  |  |  |

*sortant

#### Canton de Saint-Brice-en-Coglès
- Conseiller sortant : Victor Roussin (Opportuniste), élu depuis 1883.

|          | Victor Roussin * | Opportuniste | 2 179 | 85,42 |  |  |  |
|          |                  |              |       |       |  |  |  |
| Inscrits | Inscrits         | Inscrits     | 3 716 |       |  |  |  |
| Votants  | Votants          | Votants      | 2 551 | 68,65 |  |  |  |
| Exprimés | Exprimés         | Exprimés     | 2 432 | 95,34 |  |  |  |

*sortant

### Arrondissement de Vitré
- Il doit y avoir au moins neuf conseillers par arrondissement, celui de Vitré ne comptant que six cantons, trois sièges sont ajoutés aux cantons les plus peuplés.

#### Canton de Vitré-Ouest
- Conseiller sortant : Édouard Rupin (Monarchiste), élu depuis 1871.

|          | Édouard Rupin * | Monarchiste | 1 829 | 91,04 |  |  |  |
|          |                 |             |       |       |  |  |  |
| Inscrits | Inscrits        | Inscrits    | 3 149 |       |  |  |  |
| Votants  | Votants         | Votants     | 2 009 | 63,80 |  |  |  |
| Exprimés | Exprimés        | Exprimés    | 1 871 | 93,13 |  |  |  |

*sortant

#### Canton de Châteaubourg
- Conseiller sortant : Célestin Perrel (Monarchiste), élu depuis 1889 ne se représente pas.

|          | François Coudray | Monarchiste  | 946   | 60,49 |  |  |  |
|          | Prosper Rubin    | Opportuniste | 615   | 39,32 |  |  |  |
|          |                  |              |       |       |  |  |  |
| Inscrits | Inscrits         | Inscrits     | 1 887 |       |  |  |  |
| Votants  | Votants          | Votants      | 1 591 | 84,31 |  |  |  |
| Exprimés | Exprimés         | Exprimés     | 1 564 | 98,30 |  |  |  |

*sortant

#### Canton de Retiers
- Conseillers sortants : Jean-Marie Guyot (Opportuniste), élu depuis 1877 et Aristide Hanry (Opportuniste), élu depuis 1894.

- Alphonse Richard (Opportuniste) élu depuis 1889 est élu conseiller général le 22 avril 1894. Lors de la partielle du 10 juin 1894 pour le remplacer, Aristide Hanry (Opportuniste) est élu.

|          | Jean-Marie Guyot * | Opportuniste | 2 138 | 90,63 |  |  |  |
|          | Aristide Hanry *   | Opportuniste | 2 121 | 89,91 |  |  |  |
|          |                    |              |       |       |  |  |  |
| Inscrits | Inscrits           | Inscrits     | 4 277 |       |  |  |  |
| Votants  | Votants            | Votants      | 2 359 | 55,16 |  |  |  |
| Exprimés | Exprimés           | Exprimés     | 2 335 | 98,98 |  |  |  |

*sortant

### Arrondissement de Redon
- Il doit y avoir au moins neuf conseillers par arrondissement, celui de Redon ne comptant que sept cantons, deux sièges sont ajoutés à chacun des cantons les plus peuplés.

#### Canton de Bain-de-Bretagne
- Conseillers sortants : Ernest Lemarchand (Opportuniste), élu depuis 1889 et Jules Orain (Opportuniste), élu depuis 1877 qui ne se représente pas.

|          | Victor Troudier     | Opportuniste | 2 572 | 97,91  |  |  |  |
|          | Ernest Lemarchand * | Opportuniste | 2 345 | 89,27  |  |  |  |
|          |                     |              |       |        |  |  |  |
| Inscrits | Inscrits            | Inscrits     | 4 700 |        |  |  |  |
| Votants  | Votants             | Votants      | 2 627 | 55,89  |  |  |  |
| Exprimés | Exprimés            | Exprimés     | 2 627 | 100,00 |  |  |  |

*sortant

#### Canton de Grand-Fougeray
- Conseiller sortant : Jean-Marie Chupin (Monarchiste), élu depuis 1883 ne se représente pas.

|          | Édouard Moisan | Monarchiste | 1 046 | 83,28 |  |  |  |
|          |                |             |       |       |  |  |  |
| Inscrits | Inscrits       | Inscrits    | 2 158 |       |  |  |  |
| Votants  | Votants        | Votants     | 1 256 | 58,20 |  |  |  |
| Exprimés | Exprimés       | Exprimés    | 1 116 | 88,85 |  |  |  |

*sortant

#### Canton de Pipriac
- Conseiller sortant : Louis Migault (Monarchiste), élu depuis 1894.

- Édouard de Chappedelaine (Monarchiste) élu depuis 1889 décède le 8 décembre 1893. Lors de la partielle du 7 janvier 1894 organisée pour le remplacer Louis Migault (Monarchiste) est élu.

|          | Louis Migault * | Monarchiste | 2 457 | 94,54 |  |  |  |
|          |                 |             |       |       |  |  |  |
| Inscrits | Inscrits        | Inscrits    | 4 395 |       |  |  |  |
| Votants  | Votants         | Votants     | 2 599 | 59,14 |  |  |  |
| Exprimés | Exprimés        | Exprimés    | 2 527 | 97,23 |  |  |  |

*sortant

#### Canton du Sel-de-Bretagne
- Conseiller sortant : Joseph Martin (Opportuniste), élu depuis 1889.

|          | Joseph Martin * | Opportuniste | 953   | 92,44 |  |  |  |
|          |                 |              |       |       |  |  |  |
| Inscrits | Inscrits        | Inscrits     | 1 767 |       |  |  |  |
| Votants  | Votants         | Votants      | 1 031 | 58,35 |  |  |  |
| Exprimés | Exprimés        | Exprimés     | 953   | 92,44 |  |  |  |

*sortant

### Arrondissement de Montfort
- Il doit y avoir au moins neuf conseillers par arrondissement, celui de Montfort ne comptant que cinq cantons, quatre sièges sont ajoutés aux quatre cantons les plus peuplés.

#### Canton de Bécherel
- Conseillers sortants : Ludovic de La Forest (Monarchiste), élu depuis 1871 et Pierre Lemoine (Opportuniste), élu depuis 1892.

- André Lebon (Monarchiste) élu depuis 1871 décède le 28 juillet 1889. Lors de la partielle pour le remplacer organisée le 1er décembre 1889, Alexandre Jéhannin (Opportuniste) est élu.

- Alexandre Jéhannin démissionne pour se présenter au Conseil Général en 1892. La partielle pour le remplacer se tient en même temps que le renouvellement triennal, Pierre Lemoine (Opportuniste) est élu.

|          | Pierre Lemoine *       | Opportuniste | 1 451 | 61,82 |  |  |  |
|          | Jean Dugué             | Opportuniste | 1 256 | 53,52 |  |  |  |
|          |                        |              |       |       |  |  |  |
|          | Ludovic de La Forest * | Monarchiste  | 1 008 | 42,95 |  |  |  |
|          | René Desmiers          | Monarchiste  | 829   | 35,32 |  |  |  |
|          |                        |              |       |       |  |  |  |
| Inscrits | Inscrits               | Inscrits     | 2 923 |       |  |  |  |
| Votants  | Votants                | Votants      | 2 352 | 80,47 |  |  |  |
| Exprimés | Exprimés               | Exprimés     | 2 347 | 99,79 |  |  |  |

*sortant

#### Canton de Plélan-le-Grand
- Conseillers sortants : Edmond Rawle (Monarchiste), élu depuis 1889 et Louis Thuault (Monarchiste), élu depuis 1890 qui ne se représente pas.

- Mathurin Guérin (Bonapartiste) élu en 1889 décède le 24 février 1890. Lors de la partielle organisée pour le remplacer le 23 mars 1890, Louis Thuault (Monarchiste) est élu.

|          | Edmond Rawle *     | Monarchiste  | 1 728 | 62,09 |  |  |  |
|          | Louis Guérin       | Monarchiste  | 1 517 | 54,51 |  |  |  |
|          |                    |              |       |       |  |  |  |
|          | Théophile Fleury   | Opportuniste | 1 207 | 43,37 |  |  |  |
|          | Jean-Marie Desbois | Opportuniste | 996   | 35,79 |  |  |  |
|          |                    |              |       |       |  |  |  |
| Inscrits | Inscrits           | Inscrits     | 3 782 |       |  |  |  |
| Votants  | Votants            | Votants      | 2 791 | 73,80 |  |  |  |
| Exprimés | Exprimés           | Exprimés     | 2 783 | 99,71 |  |  |  |

*sortant